# Reticulocepheus decoui
Reticulocepheus decoui är en kvalsterart som beskrevs av Vasiliu och Calugar 1977. Reticulocepheus decoui ingår i släktet Reticulocepheus och familjen Cepheidae. Inga underarter finns listade i Catalogue of Life.